# Bela Voda (okręg toplicki)
Bela Voda (cyr. Бела Вода) – wieś w Serbii, w okręgu toplickim, w mieście Prokuplje. W 2011 roku liczyła 259 mieszkańców.